# Cabo Verde en los Juegos Olímpicos de Sídney 2000
Cabo Verde estuvo representado en los Juegos Olímpicos de Sídney 2000 por dos deportistas, un hombre y una mujer, que compitieron en atletismo.
La portadora de la bandera en la ceremonia de apertura fue la atleta Isménia do Frederico. El equipo olímpico caboverdiano no obtuvo ninguna medalla en estos Juegos.